# Homenagem a Delacroix (Fantin-Latour)
Homenagem a Delacroix é uma pintura a óleo sobre tela de 1864 do pintor francês Henri Fantin-Latour (1836-1904) que foi apresentada no Salão de Pintura e Escultura de Paris do mesmo ano, encontrando-se atualmente no Museu de Orsay de Paris.
A pintura faz parte de um conjunto de quatro obras de Fantin-Latour (as outras três podem ser vistas em Galeria) que representam um grupo de personalidades artísticas da sua época no que se designa por pinturas manifesto, sendo esta a primeira a ser pintada.

## Descrição e estilo
Foi no funeral de Eugène Delacroix, a 17 de agosto de 1863, que Fantin-Latour, chocado com a pequenez do cortejo fúnebre em que seguiu juntamente com Charles Baudelaire e Édouard Manet, decide realizar uma homenagem pública na forma de uma pintura em que irá representar um conjunto de dez personalidades das artes e das letras que expressando a sua admiração por Delacroix, se reunem em frente do retrato do mestre falecido no ano anterior.
A imagem de Delacroix no quadro foi pintada por Fantin-Latour com base num retrato fotográfico do fotógrafo Victor Laisné de 1852.
Estão representados, da esquerda para a direita:
- Sentados: o romancista Louis Edmond Duranty, o próprio Fantin-Latour em camisa e com paleta, o escritor Champfleury e o escritor Charles Baudelaire.
- De pé: o geólogo Louis Cordier, o pintor Alphonse Legros, o pintor norte-americano James Whistler, o pintor Édouard Manet, o pintor Félix Bracquemond e o pintor Albert de Balleroy.

De acordo com a Nota do Museu de Orsay sobre a pintura, "Esta obra é a primeira grande composição dum artista muito ligado aos impressionistas; ela revela o gosto de Fantin-Latour pela procura psicológica, pelo desenho preciso e pelas harmonias sombreadas. Pelo conjunto e pelas tonalidades de vermelho, negro e brancos esbatidos, faz evocar os retratos colectivos da Holanda do século XVII.
Os críticos não viram no quadro mais do que um manifesto de pintores realistas, uma coleção de retratos que se assemelham; recebeu críticas de falta de unidade do grupo, de cores chocantes, de um aspecto estático, fotográfico. Estas críticas não impediram Fantin-Latour de realizar outros retratos de grupo que se tornaram igualmente famosos: Estúdio em Batignolles em 1870, Esquina de mesa em 1872 e À volta do piano em 1885.

## Galeria

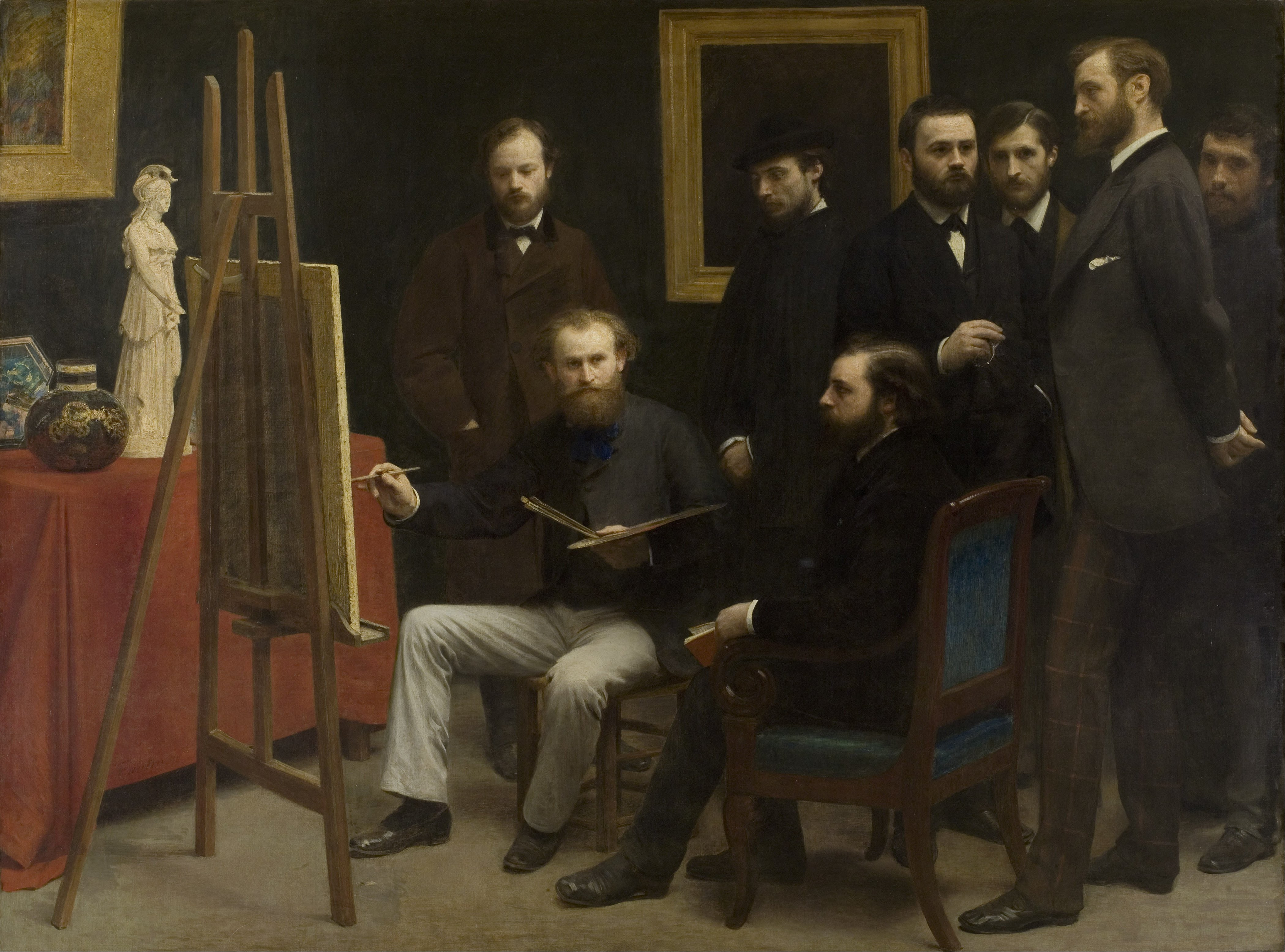
Estúdio em Batignolles (1870), Henri Fantin-Latour, Museu de Orsay, Paris.
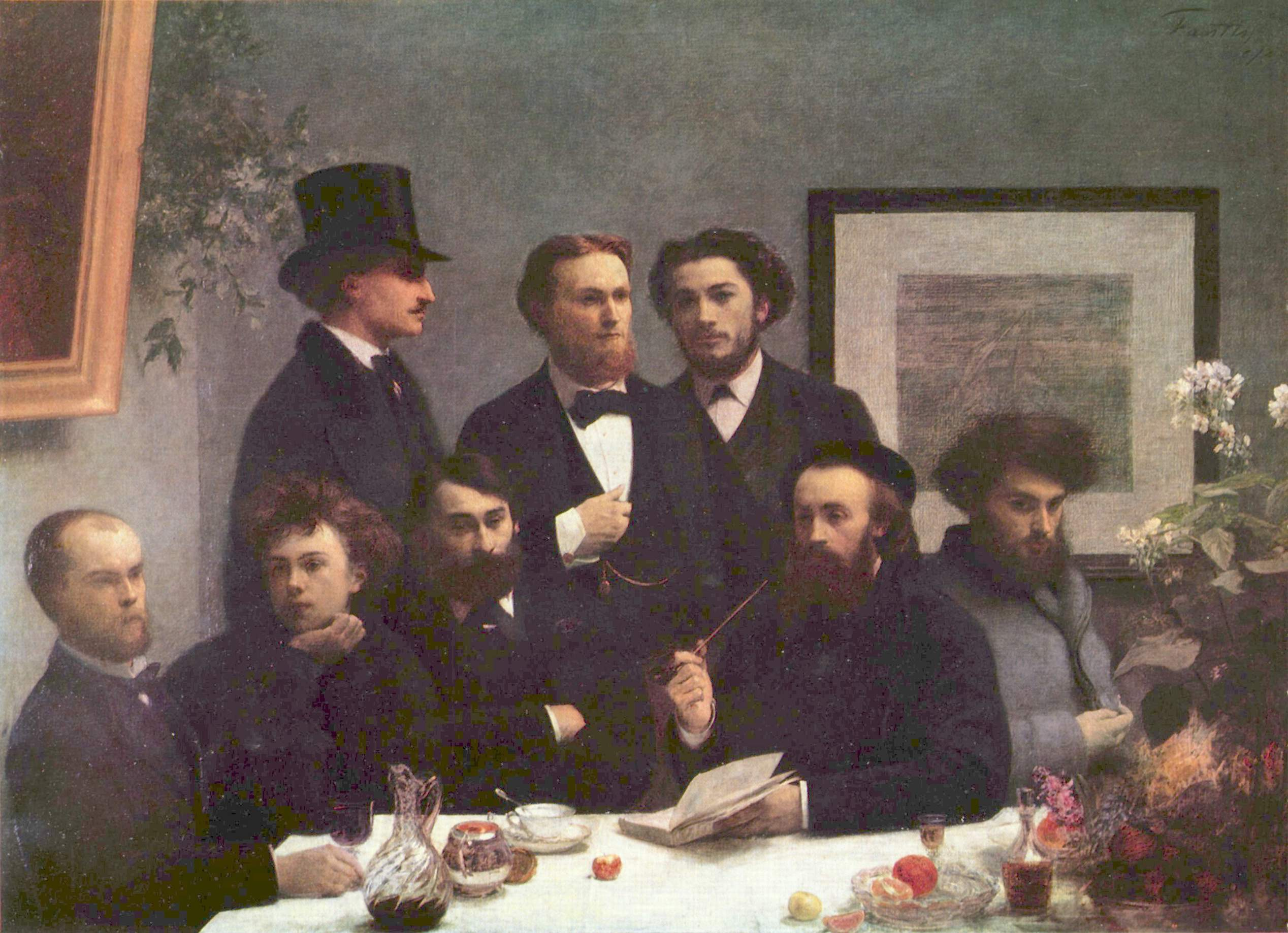
Esquina de mesa (1872), Henri Fantin-Latour, Museu de Orsay, Paris.
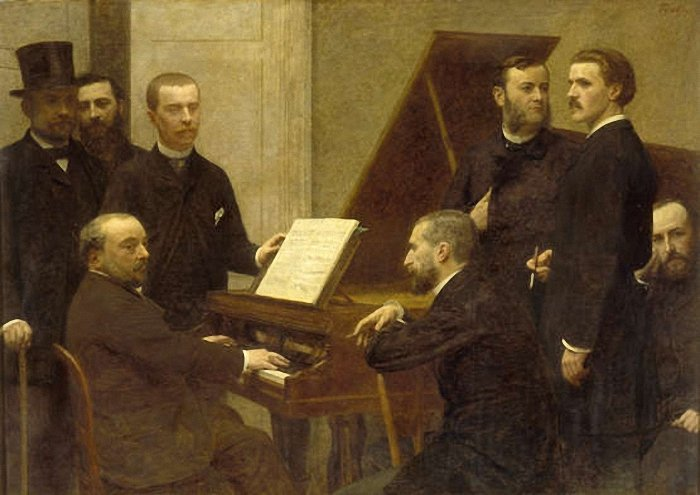
À volta do piano (1885), Henri Fantin-Latour, Museu de Orsay, Paris.